# Katra (Gonda)
Katra es un pueblo y nagar Panchayat situado en el distrito de Gonda en el estado de Uttar Pradesh (India). Su población es de 8108 habitantes (2011). 

## Demografía
Según el censo de 2011 la población de Katra era de 8108 habitantes, de los cuales 4207 eran hombres y 3901 eran mujeres. Katra tiene una tasa media de alfabetización del 66,15%, inferior a la media estatal del 67,68%: la alfabetización masculina es del 73,09%, y la alfabetización femenina del 58,67%.